# Rakverei repülőtér
A Rakverei repülőtér (észtül: Rakvere lennuväli) katonai repülőtér volt Észtország keleti részén, Lääne-Viru megyében, Rakvere várostól északra. Az 1920-as évek végén létesítették. A hidegháború időszakában a Szovjet Légierő alakulatai, majd a KGB Határőr Csapatainak légi egységei állomásoztak ott. 1993-ban, az orosz csapatok észtországi kivonulása után bezárták.

## Története
A szilárd burkolat nélküli repülőteret az 1920-as évek végén létesítették az Észt Légierő számára. A repülőtérre a légierő egyik önálló repülőszázada települt. A század kezdetben DH.9-es felderítő repülőgépekkel volt felszerelve. Az 1930-as években csehszlovák Letov Š–228 felderítő repülőgépeket, majd 1939-ben brit Hawker Hurt könnyű bombázókat állítottak szolgálatba a rakverei repülőszázadnál.
A második világháború alatt, 1941–1944 között a német Luftwaffe használta. 1944 elején a szovjet légierő több támadást is intézett a repülőtér ellen. A repülőtéren 1944. január–június között az Fw 190 vadászrepülőgépekkel felszerelt JG 5 repülőezred I. harccsoportja, 1944. február–április között az SG 1 ezredhez tartozó, Ju 87 Stuka zuhanóbombázókkal felszerelt egységek állomásoztak. 1944 júliusa és szeptembere között a repülőtéren a német légvédelem észt önkéntesekből álló kisegítő egységei tartózkodtak.
A második világháború után a Szovjet Légierő vette használatba a repülőteret. 1945-től 1954-ig a 277. csatarepülő hadosztály állomásozott a repülőtéren három ezreddel (15. csatarepülő gárdaezred, 448. és 958. csatarepülő ezred), Il–2 és Il–10 csatarepülőgépekkel felszerelve. A csatarepülő hadosztály 1954-ben elhagyta a rakverei repülőteret, a Leningrádi területen fekvő Pribilovo repülőtérre települt át (és átfegyverezték MiG–15-ös vadászrepülőgépekre).
1946 augusztusa és 1947 januárja között a csatarepülő hadosztály keretei között létrehoztak egy szállító repülő ezredet is (566. szállító repülő ezred), amely 20 fős repülő személyzettel rendelkezett és Po–2, valamint Li–2 repülőgépekkel szerelték fel. A szállító repülő ezred 1947-ben átkerült a 281. szállító repülő hadosztály kötelékébe és elköltözött Rakveréből.
Az 1950-es évek közepére a szilárd burkolatú kifutópályával nem rendelkező repülőtér alkalmatlanná vált a modern, nagy sebességű katonai repülőgépek kiszolgálására. A csatarepülő egységek elköltözése után a repülőtér a KGB Határőr Csapatai Balti Határőr Kerületének alárendeltségébe tartozó 6. határőr osztagának kezelésébe került. A repülőtérre 20. határőr repülőezredet telepítették 12 darab Mi–8T helikopterrel. Ekkor e repülőtéren több kiszolgáló létesítményt is építettek. A helikoptereknek betonozott állóhelyet építettek. A repülőtérhez tartozó néhány létesítmény (parancsnokság, garázsok) nem a repülőtéren, hanem a városban kaptak helyet. A repülőtér és a kiszolgáló laktanya teljes személyzete több mint 250 fő volt. A repülőtérről naponta repültek bevetésre a helikopterek. Egy helikopter állandó jelleggel Saaremaa szigeten állomásozott.
1991-ben, Észtország függetlenségének visszaállítása után megkezdődött az orosz csapatok kivonása, ami 1993-ra fejeződött be. 1993 tavaszán került vissza a rakverei repülőtér észt fennhatóság alá. A repülőtér az észt önkéntes haderő, a Védelmi Szövetséghez (Kaitseliit), a városban található létesítmények Rakvere városhoz kerültek. A repülőtér nem rendelkezett betonozott kifutópályával, így a további használata nem volt reális.
Mint repülőteret a továbbiakban nem használták. 2003-ban felmerült, hogy sportrepülőtérként hasznosítanák és egy kisebb méretű, 750 m hosszú betonozott kifutópályát építenének a repülőtérre. Ez a terv azonban nem valósult meg. 2012-től a repülőtéren egy 24 hektáros ipari fejlesztési területet hoztak létre.